# クリーンサープラス関係
クリーンサープラス関係（クリーンサープラスかんけい）とは、損益計算書で計算された期間損益と、貸借対照表における純資産の増減額（資本取引による増減額は除く）が等しくなる関係をいう。現在、日本の制度会計における財務諸表は、クリーンサープラス関係が崩れたものとなってしまっている。これは、近年における日本の会計ビッグバンにより、国際的調和を考慮して資産負債アプローチを取り入れる一方、依然として収益費用アプローチも重視した日本の必然的な結果である。その代表的な例として、「その他有価証券」の評価額にかかる会計処理があげられることが多い。
収益費用アプローチをとる立場からは、貸借対照表を期間損益計算のための連結環と考えうる。このことは、クリーンサープラス関係を維持しようとすると貸借対照表と損益計算書のいずれか一方は、必然的に他方にとって補助的な位置づけとなることを意味している。
資産負債アプローチにも収益費用アプローチにも、本質的な欠点はあるが、さりとて両方を折衷的に追求しようとしてクリーンサープラス関係が崩れてしまったのが、今の日本の制度会計である。
ただし、日本の会計制度においても、損益計算書で計算された当期純利益と、貸借対照表の純資産部の中の株主資本の当期変動額は一致する。これをもって、日本のクリーンサープラス関係は保たれているという見解も存在する。